# Ciglena
Ciglena is een plaats in de gemeente Bjelovar in de Kroatische provincie Bjelovar-Bilogora. De plaats telt 376 inwoners (2001).